# Дебитна картица
Дебитна картица је картица коју банка издаје власнику текућег или девизног рачуна како би својим средствима могао располагати независно од радног времена пословнице банке. Дебитном картицом клијент може подизати готовину на банкомату, али и плаћати робе и услуге у трговачко-услужној мрежи, па стога дебитна картица представља и безготовинско средство плаћања. Приликом коришћења дебитне картице банковни рачун се терети за учињени трошак одмах по обављеном плаћању. Покриће на рачуну укључује и износ неискоришћеног допуштеног прекорачења.
Онлајн дебитне картице захтевају електронску ауторизацију сваке трансакције и задужења се одмах рефлектују на кориснички рачун. Трансакција може бити додатно обезбеђена системом за потврду идентитета личним идентификационим бројем.
Већина дебитних картица је пластична, али постоје картице направљене од метала, а ретко од дрвета.